# 陸前富山站

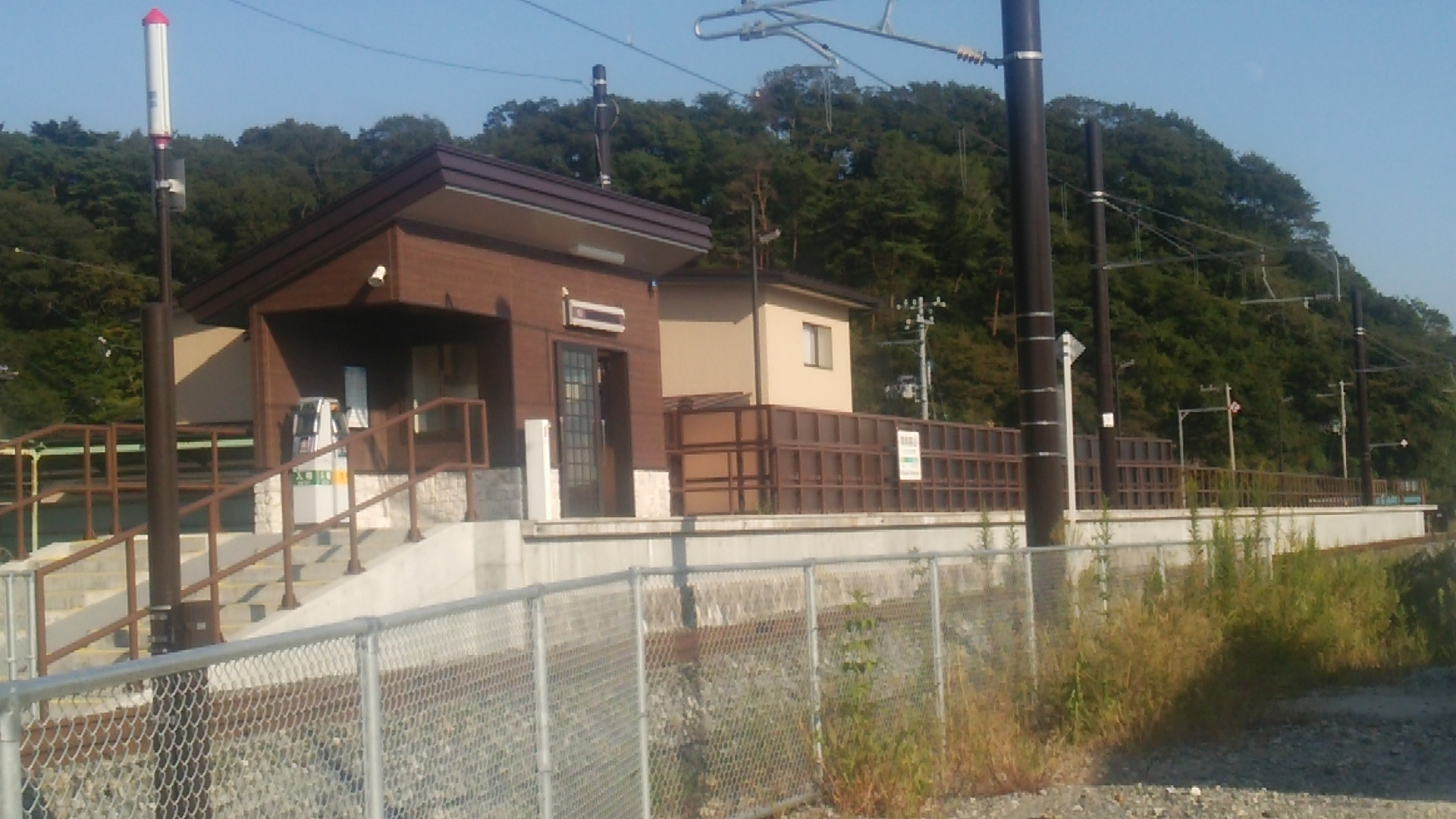
重建後的陸前富山站候車亭正面及月台部份。（2015年9月23日）

陸前富山站（日语：／ Rikuzen-tomiyama eki */?）是一位於日本宮城縣松島町，隸屬於東日本旅客鐵道（JR東日本）的鐵路車站。現時隷屬於仙石線，車站原稱為「富山站」，是宮城電氣鐵道的車站，但1944年被國有化後，因與位於富山縣的中心車站富山站同名，所以加上舊令制國「陸前」的稱呼以茲識別。另外，此站「富山」的讀音也與富山縣的富山站不同，為。
車站位於松島海岸沿岸，2011年的東北地方太平洋沖地震及引發的海嘯，令車站月台及路軌受到了嚴重的破壞，部份月台邊沿出現崩塌現象，上落月台的斜道，亦有部面路面受地震及海嘯的沖擊而損壞。至於月台上的候車室，損壞雖然只屬輕微，但為了遷就整個月台重建，原有候車室亦被拆走。2014年初，月台重建及加固工程完成，隨即重建新候車室，並將靠向海岸的一側加建了兩重防波堤，靠近路軌一側較矮，而在岸邊外圍的則較高。2015年5月30日，隨全線復舊而重新投入服務。

## 車站結構

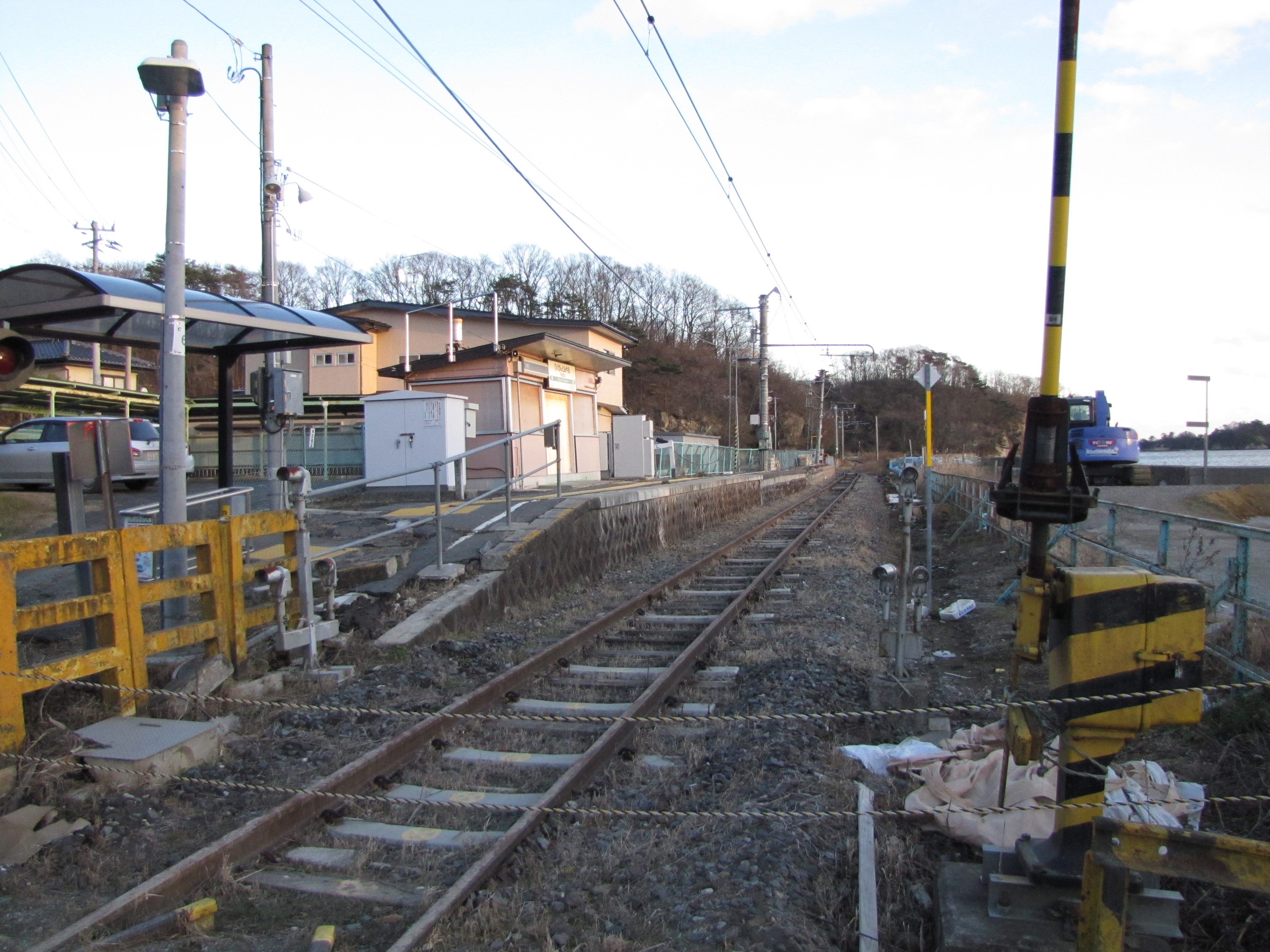
封閉中的陸前富山站及舊候車室。（2012年12月）

現時採用簡易車站模式，月台上建有1座結合候車室的簡易式的站舍1座。候車室位於站舍右側，內設有簡易式售票機及3個候車座位，站舍左側採用缺角式開放設計，將出、入閘用的Suica感應器設置於該處。
月台方面，只有側式月台1座，為列車不能交換車站，有效長度為4輛。月台出入口亦兼備車站出入的功能，復修前為全無障礙斜道，復修後斜道改設於中央位置，兩側為樓梯上落。月台寬度亦稍作擴闊。整個月台為全露天設計，列車靠站時，往石卷方向為左側上落，往青葉通方向則為右側上落。

## 歷史
- 1928年4月10日：宮城電氣鐵道（日语：宮城電気鉄道）富山站（とみやま）開業。
- 1944年5月1日：宮城電氣鐵道國有化，改為日本國有鐵道車站，並改稱陸前富山站。
- 1945年6月10日：車站暫時休止。
- 1946年6月10日：車站重開。
- 1958年10月1日：無人化[5]。
- 1987年4月1日：國鐵分割民營化、車站由JR東日本繼承。
- 2003年10月26日：可使用IC卡「Suica」。
- 2011年3月11日：東北地方太平洋沖地震，受海嘯影響而暫停營業。
- 2015年5月30日：仙石線全線復舊，再營業。但仙石東北線列車並不在此停車[6]。

## 利用狀況
| 乘車人數推算 | 乘車人數推算 |
| 年度         | 一日平均人數 |
| ------------ | ------------ |
| 1999年       | 99           |
| 2000年       | 117          |
| 2001年       | 136          |
| 2002年       | 129          |
| 2003年       | 93           |
| 2004年       | 81           |

2005年以後的數據欠奉。

## 相鄰車站
東日本旅客鐵道
■仙石線
□特別快速、■快速（紅快速）、■快速（綠快速）（※以上為仙石東北線系統）
通過
■普通
手樽－陸前富山－陸前大塚

## 外部連結
- JR東日本陸前富山站官方網頁 （页面存档备份，存于） （日語）
- 重建前的陸前富山站 （页面存档备份，存于） （日語）
- 重建後的陸前富山站 （页面存档备份，存于） （日語）